# وارحماني (آيت الشيخ بوكورة)
وارحماني هو دُوَّار يقع بجماعة أربعاء رسموكة، إقليم تيزنيت، جهة سوس ماسة في المملكة المغربية. ينتمي الدوّار لمشيخة آيت الشيخ بوكورة التي تضم 21 دوار. يقدر عدد سكانه بـ 32 نسمة حسب الإحصاء الرسمي للسكان والسكنى لسنة 2004.

## روابط خارجية
- البوابة الوطنية للجماعات الترابية
- المندوبية السامية للتخطيط